# Nação Wampís
O Governo Territorial Autônomo da Nação Wampís (GTANW), mais conhecido como a Nação Wampís, é um governo autônomo indígena no Peru criado em 29 de novembro de 2015 a partir da união de 27 comunidades Wampís. É o primeiro governo indígena do país e representa mais de 15.000 pessoas.
Embora a nação Wampís ainda não tenha sido reconhecida pelo Estado peruano, em 2017 a Comissão de Povos Andinos, Amazônicos e Afro-Peruanos, Meio Ambiente e Ecologia do Congresso da República concedeu um prêmio à Nação Wampis pelo papel que desenvolveu na defesa do meio ambiente.
A nação Wampís participou da décima quinta Conferência das Nações Unidas sobre Biodiversidade 2022 (COP15) em dezembro de 2022 em Montreal, Canadá. A Nação Wampis foi reconhecida pela Iniciativa ICCA como um território de vida administrado de forma autônoma por uma nação originaria.

## Antecedentes
O processo que levou à criação da nação Wampis foi gerado a partir da presença de indústrias extrativistas no território Wampís. O processo de criação envolveu o desenvolvimento de mais de 50 reuniões comunitárias e 15 assembleias gerais antes de declarar em 29 de novembro de 2015 a criação do Governo Autônomo Territorial da Nação Wampis.
Os estatutos pelos quais o GTNAW é regido baseiam-se na obrigação do Estado peruano de respeitar a autonomia e os direitos dos povos e nações indígenas estabelecidos na Convenção 169 da OIT sobre povos indígenas e tribais (ratificada pelo Governo do Peru em 1994). A primeira versão dos estatutos foi elaborada em 2014 e a terceira e última foi validada em junho de 2015. Os estatutos possuem 94 artigos organizados em oito capítulos.

## Organização territorial
O território da nação Wampis abrange mais de um milhão e 300 mil hectares nas bacias dos rios Santiago e Morona (os rios Kanus e Kankaim na língua huambisa), que estão localizados nas regiões do Amazonas e Loreto na Amazônia peruana.